# (20503) Adamtazi
(20503) Adamtazi est un astéroïde de la ceinture principale d'astéroïdes.

## Description
(20503) Adamtazi est un astéroïde de la ceinture principale d'astéroïdes. Il fut découvert le 7 septembre 1999 à Socorro (Nouveau-Mexique) par le projet LINEAR. Il présente une orbite caractérisée par un demi-grand axe de 2,99 UA, une excentricité de 0,08 et une inclinaison de 2,6° par rapport à l'écliptique.

## Compléments